# Johannes Erb
Johannes Erb (* 1635 in Thun; † 1701 in Oberburg) war ein Schweizer evangelischer Geistlicher.

## Leben
Johannes Erb war der Sohn von Samuel Erb und dessen Ehefrau Maria (geb. Hächler).
Nachdem er in bescheidenen Verhältnissen aufwuchs, war es ihm, mit finanzieller Unterstützung des Rates von Thun, möglich, ein Theologiestudium an der Hohen Schule in Bern zu beginnen und an der Universität Heidelberg sowie an ausländischen Hochschulen fortzusetzen, hierbei war ein längerer Aufenthalt in England für seine Geistesrichtung prägend, wo Jeremy Taylor (1613–1667) und Richard Baxter grossen Einfluss auf seine Denkweise hatten.
1667 wurde er zum Pfarrer von Grindelwald gewählt, das damals zwölfhundert Seelen zählte und zu den beschwerlichsten Gemeinden des Berner Landes gehörte. Anfang 1669 nahm in auffallender Weise die Sterblichkeit in der Gemeinde zu, nachdem sich dort eine ansteckende Krankheit verbreitet hatte. Der Landvogt von Unterseen liess diese Krankheit untersuchen und es wurde festgestellt, dass es sich um die asiatische Pest handelte, was zur sofortigen Sperrung der Gemeinde führte. Um die Bevölkerung auch ärztlich zu versorgen, wurde Johannes Erb in der Anwendung der nötigen Medikamente unterrichtet, dazu kamen Anfang April 1669 zwei von der Obrigkeit bestellte Ärzte nach Grindelwald, die im Pfarrhaus untergebracht wurden. Das Problem wurde jedoch noch durch die Haltung der Bevölkerung verstärkt, die dumpf resigniert war und den Empfehlungen der Ärzte nicht folgte und diese letztlich, Ende Mai, zum Weggehen nötigten. Zu dieser Haltung kam es durch die Predigten von Johannes Erb, der die Heimsuchung als Strafe Gottes darstellte, wodurch die Einwohner den Schluss zogen, dass man sich dieser Züchtigung nicht entziehen dürfe, obwohl Johannes Erb mahnte, dass ein Umgreifen der Seuche verhindert werden müsse. Anfang Juni 1669 erkrankte er auch an der Krankheit, überlebte diese jedoch, dagegen starb sein Sohn am 25. Juni 1669. Am 1. August 1669 war die Epidemie in Grindelwald erloschen; die Zahl der Opfer betrug innerhalb von sieben Monaten 788 Personen.
Nach dieser Krise wurde er 1670 zum Pfarrer nach Oberburg gewählt, was auch mit einer Aufbesserung des Gehaltes verbunden war. Während seiner Amtszeit betrieb er 1671 den Bau eines neuen Schulhauses sowie einer neuen festungsähnlichen Kirchhofmauer, 1673 wurde in der Kirche eine neue Kanzel erstellt, 1675 erfolgte die Stiftung eines Abendmahltisches, der von ihm mit Abendmahls- und Taufgeräten ausgestattet wurde und 1683 liess er einen Schalldeckel über der Kanzel anbringen.
1693 wollte er seiner Vaterstadt Thun eine Stadtbibliothek stiften und teilte dem dortigen Rat seine Absicht mit, seine umfangreiche Büchersammlung der Stadt Thun abzutreten, allerdings unter der Voraussetzung, das hierfür eine Bibliothek errichtet werde. Eine für diesen Zweck geschaffene Bibliothekskommission stiess auf erheblichen Widerstand in der Bürgerschaft und war nicht in der Lage einen Raum hierfür zur Verfügung zu stellen. Die Bibliothek verschenkte er darauf an seine Freunde, den grössten Anteil erhielt sein Patenkind, Pfarrer Jakob Rubin in Wattenwill; dieser versuchte nochmals im Jahr 1706 die Bibliothek zu errichten, scheiterte jedoch ebenfalls.
Neben seiner Tätigkeit als Pfarrer betätigte er sich auch als Schriftsteller und gab bereits 1673 seine ersten Schriften sowie Übersetzungen der Erbauungsschriften von Richard Baxter und Jeremy Taylor in Basel heraus.
Johannes Erb heiratete am 7. März 1664 in der Kirche von Amsoldingen Rosina (geb. Christen), aus der Ehe gingen zwar zwei Kinder hervor, allerdings verstarben diese bereits im Kindesalter.
Er heiratete am 7. September 1694 in zweiter Ehe die Witwe des Siechenvogtes Isaak Walter († 1680), Susanne (geb. Clerc).

### Pietistisches Wirken
Dadurch, dass Jeremy Taylor und Richard Baxter, die die calvinistische Prädestinationslehre ablehnten, seine Vorbilder waren, ist erkennbar, dass Johannes Erb nicht mehr dem streng orthodoxen Formula Consensus anhing, sondern seiner Zeit bereits voraus war, ohne dass er hierfür angegriffen wurde. Durch die Übersetzungen der englischen Autoren, deren Theologie den Rahmen der reformierten Orthodoxie sprengten und durch seine eigenen Erbauungsbücher zählt er zu den Wegbereitern des Pietismus in der Schweiz.

## Schriften (Auswahl)
- Emanuel Lutz; Johannes Erb: Disputatio ethica prima, De felicitate humana. Bern 1660.
- Mutter Sünde. Basel 1673.
- Richard Baxter; Johannes Erb: Ewige Ruhe der Heiligen. Basel 1673.
- Die engen Kreuzpfordten. Schaffhausen 1674.
- Reformierte Hauss-Kirch. 1675.
- Thomas Taylor; Johannes Erb; Georg Sonnleitner; Margaritha Kachelhofer; Friedrich Kuhn: Christi Streit und Uberwindung oder Löwe auß dem Stam[m]en Juda/ Welcher den brülenden Löwen in seinen dreyen Höllischen und fewrigen Versuchungen überwunden und nidergelegt. Bern Gedruckt und verlegt/ bey Georg Sonnleitner/ bestelter Buchtrucker 1676.
- Hochbewegende und tiefgesinnte Gedanken. Bern 1677.
- Richard Baxter; Johann Heinrich Ringier; Johann-Theodor Pauli; Johannes Erb: Geist- Lehr- und Trostreiche Betrachtungen Von Dem Tod/ Als Dem letsten Feind/ der auffgehaben wird. Bern Sonnleitner 1678.
- Die Christliche Hauskirche. Basel 1680.
- Der Schnäll-Eylende Evangelische Bott, Oder Jmmerwärender Calender. Verlag Samuel Kupfferschmids in Burgdorff, 1681.
- Richard Baxter; Johannes Erb: Weg des Christentums. Bern 1685.
- Franciscus Ridderus; Johannes Erb; Johannes Spiegl; Kneubühler, Samuel (Offizin, Bern): Francisci Ridderi Blut-Spiegel der Religion: zu Auffmunterung der trägen Christen, durch Exempel der Märtyrer fürgestellt. Bern: Gedruckt und verlegt bey Sam. Kneubülers sel. Wittib, im Jahr Christi 1686.
- Johannes Erb; Anton Herport; Johann Rudolph Genath: Officivm Vltimvm Amici Fidi, Seu Descriptio genuina Vitæ & obitûs D. Anthoniii Herporti, Pastoris olim Ecclesiæ, quæ Christo in Burgdorff colligitur. Basel 1689.
- Blaunerus Redivivus. Bern 1691.
- Jacob Blauner past. bernensis vita et mors. Basel 1695.
- Gebete für die Christliche Jugend zu Thun – Ein Ostergeschenk. 1695.
- Briefe an seine Verwandten von 1695 bis 1697. Blätter für bernische Geschichte, Kunst und Altertumskunde, Heft. 2. 1907.